# 大井川鉄道DD100形ディーゼル機関車
大井川鉄道DD100形ディーゼル機関車（おおいがわてつどうDD100がたディーゼルきかんしゃ）は、かつて大井川鉄道（現・大井川鐵道）が所有し、井川線に運用していた液体式35 t級ディーゼル機関車である。

## 概要
1954年（昭和29年）4月、中部電力専用鉄道が井川ダム建設工事による資材輸送のために堂平駅まで全通した際に、DD101 - 103の3両が三菱重工業三原製作所、DD104 - 106の3両が日立製作所笠戸工場でそれぞれ製造された。
その後、1960年（昭和35年）11月には畑薙第一ダム・畑薙第二ダムの建設工事による資材輸送に対応するため、DD107・108の2両が新三菱重工三原製作所で製造された。

## 機体
全機とも、両端にエンジンを収納したボンネットを配置し、中央に運転室を置く凸型車体を備える。ただし、全長を概ね三等分して中央部を車両限界一杯の断面の機器室と前後の運転室に充てて余裕のある機器配置とした三菱製のDD101 - DD103・107・108に対し、日立製のDD104 - 106は車体中央部に設けたごく小さな運転台一つで済ませるという、産業用機関車に近いデザインとなっていた。
また、ボンネットのレイアウトも両社で異なっており、比較的背が高く丸みを帯びたボンネットを運転台進行方向に対し右にオフセットして搭載し、乗務員の前方視界を確保した三菱製に対し、日立製は背の低いボンネットをほぼ車体幅一杯のサイズで搭載していた。
塗装はDD101 - 106が茶色1色であったのに対し、DD107・108は井川線の経営が中部電力から大井川鉄道に移管後の新造となったため、旅客列車を牽引する機会も多くなることから、外部塗装を客車と同様の赤とクリーム色のツートーンカラーとして入線している。

## 主要機器

### エンジン
DD101 - 103は三菱重工業DE（最大225 PS / 1,000 rpm）を2基、DD104 - 106は三菱重工業DEあるいはDE25L（最大225 PS / 1,400 rpm）を2基、さらにDD107・108では三菱日本重工業DE25L（最大230 PS / 1,400 rpm、定格175 PS / 1,000 rpm）を2基搭載した。
DD101 - 106は戦後初期の三菱製機関を搭載したディーゼル機関車の特徴である、寒冷地での使用を考慮したセルモーター+小型ガソリンエンジンを使用する始動システムを備えていたが、増備機であるDD107・108では一般的なセルモーターのみによる始動システムに変更された。
また、エンジンの排気は車両限界の制約から、台枠上の機関本体から排気管で床下に導かれ、両端梁直下に枕木方向に設置されたマフラーに送り込まれて消音の上で排出されるという独特の構成となっていた。

### 変速機
DD101 - 103は液体継手とシンクロ式3段歯車変速機を使用し、蒸気機関車のようにサイドロッドを使用して駆動力の伝達を行なっていた。これに対し、DD104 - 106は新潟鐵工所製DF115形トルクコンバータを使用した液体変速式で、駆動力の伝達には歯車とユニバーサルジョイントを使用し、新三菱製の増備機であるDD107・108もこちらの構成を踏襲した。

### 台車
いずれの車両も、軸ばねとして重ね板ばねを使用する板台枠構造の台車を備える。ただし、サイドロッドによる動軸の連動を行うDD101 - 103については、スポーク車輪が露出する内側台枠式となっていた。

## 運用
DD101 - 106は、井川ダムおよび井川発電所の建設に伴う資材輸送用として50両ずつ製造されたcト100形（8 t積み）・cトキ200形（16 t積み）無蓋車を牽引してフル稼働した。
もっとも、運転台が極端に狭いDD104 - 106は長時間の本線運用には向かず不評で、DD107・108が出揃いダム建設資材輸送が峠を越した1961年（昭和36年）には全車休車となる有様であった。
また、DD107・108が増備された時期は、折しも井川線が中部電力専用鉄道から観光鉄道への転換を図っており、登山客が急増した時期であった。1961年（昭和36年）には、DD107・108がスロニ200形・スロフ300形を牽引し、大井川本線と直通運転する快速「あかいし」が運行されている。これらの旅客列車に当機を運用したことは、井川線のイメージを産業鉄道から観光鉄道に変えるのにも貢献したという。
1962年（昭和37年）に畑薙第一・第二ダムが完成すると井川線の貨物輸送量は減少し、本形式も余剰気味になった。このため、休車となっていたDD104が1964年（昭和39年）11月17日付で、DD105・106が1963年（昭和38年）11月1日付でそれぞれ廃車となった。その後、DD104が上武鉄道に、DD105・106が東濃鉄道にそれぞれ譲渡された。
残されたDD101 - 103・107・108は、ダムへの資材輸送や木材輸送といった貨物列車牽引を中心に使用されたが、貨物輸送の減少で余剰となった。DD101 - 103のグループは、DD101が1974年（昭和49年）3月23日付で、DD103が1969年（昭和44年）10月31日付でそれぞれ廃車となった。最後に残ったDD102も、老朽化が進行していたことと、後継機となるDD20形第1次車が1982年（昭和57年）に竣工したことから、同年5月12日付で廃車となった。
これに対しDD107・108は貨物輸送を中心に、観光客が多い時期には旅客列車にも使用された。その後、DD20形の増備が進むにつれて予備機となり、DD107が1986年（昭和61年）7月14日付で、DD108が1984年（昭和59年）1月5日付でそれぞれ廃車され、形式消滅となった。
なお、DD104 - 106はいずれも譲渡先でも同一番号のままで、DD104は1986年（昭和61年）の上武鉄道日丹線廃線まで、DD105・106は1978年（昭和53年）の東濃鉄道笠原線廃線まで使用された。笠原線廃線後、DD105は同年に廃線された北恵那鉄道線の、DD106は笠原線のそれぞれの撤去工事用機関車となった。
大井川鉄道で最後に廃車となったDD107が両国車両区で静態保存されている。通常は非公開である。